# L'amicizia
L'amicizia è un libro scritto dal sociologo Francesco Alberoni, pubblicato nella sua prima edizione durante l'anno 1986.

Il libro è scritto con uno stile divulgativo ed è impreziosito da una lunga serie di riferimenti letterari e storici.
Nel primo capitolo, l'autore si interroga sulla conservazione del valore dell'amicizia, all'interno della società contemporanea. Per inquadrare meglio la correlazione fra l'amicizia e la struttura sociale, l'autore propone un excursus, iniziandolo dall'antica Cina ai tempi degli insegnamenti di Confucio, concernenti anche i rapporti interpersonali, e proseguendolo con i poemi dell'antica Grecia e con le definizioni e le distinzioni attribuite alla amicizia da Aristotele, e terminandolo con gli esempi di Marx e Engels.
Alberoni presenta, quindi, le quattro definizioni più comuni di amicizia, che spaziano da quella di conoscenti alle relazioni di ruolo, dalla solidarietà collettiva alla simpatia e amichevolezza. Però, dato che le definizioni attuali sono vaghe e possono essere applicate a conoscenti, ma anche a soci, al vicino come al collega, allora Alberoni sgombra il campo degli equivoci e propone l'amicizia più ristretta, quella in cui due individui si vogliono reciprocamente bene. A questo punto, l'autore scioglie i dubbi sulle somiglianze e le possibili confusioni fra la definizione di amicizia e quella di amore.
Nel secondo capitolo, Alberoni spiega come possa sorgere l'amicizia, e cioè come un atto discontinuo che produce incontri diluiti nel tempo, durante i quali i soggetti non si mettono alla prova, come invece capita nell'amore.
Il terzo capitolo riprende la tematica dei tempi dell'amicizia, incostanti e granulari, per i quali non è richiesto uno scambio continuo di informazioni; inoltre prosegue il parallelismo fra lo stato di innamoramento e le caratteristiche della amicizia tipica, che fondano le loro essenza, l'uno nella passione l'altra nella valutazione.
Alberoni, nelle pagine seguenti, illustra alcuni elementi fondamentali dell'amicizia, quali la indispensabile libertà concessa all'altro e il giudizio morale di valutazione dell'altro. Il sociologo elenca le qualità ricercate nell'amico, dalla simpatia alla intellettualità. L'argomento seguente toccato da Alberoni è quello dello "stato nascente", connesso sia alla coppia sia ad un movimento collettivo, che nella sua fase evolutiva, può tramutarsi in una istituzione o in una quotidianità. L'amicizia, secondo l'autore, non appartiene a nessuno di questi stati, ma è costituita da una rete di relazioni interpersonali, in grado di attraversare coppie, gruppi, istituzioni e consuetudini.
Il capitolo nove affronta la tematica della amicizia interpersonale allargata ad una comunità, e a sostegno di questa ipotesi elenca i casi dell'ideale epicureo. Alberoni distingue l'amicizia dal sentimento che lega gli aderenti ad un particolare movimento, dalla forza collante che tiene uniti i gruppi che vivono esperienze in comune, dal senso di solidarietà che nasce nell'ambito di alcune correnti religiose, politiche e sociali.
Il dodicesimo capitolo focalizza l'attenzione sulle somiglianze e le differenze tra i tempi e i modi dell'erotismo e quelli dell'amicizia.
L'ultima parte del libro è dedicata a tutti quei fattori che ostacolano l'amicizia, tra i quali, l'autore enumera l'invidia, il potere, l'utilitarismo, etc.

## Edizioni
- Francesco Alberoni, L'amicizia, Garzanti, 1984,  pp.175, cap.18.

L'amicizia è stata tradotta in 13 lingue.

## Traduzioni
L'amicizia vanta traduzioni in 13 lingue:
| Paese              | Titolo       | Editore              | Anno | Codice ISBN |
| ------------------ | ------------ | -------------------- | ---- | ----------- |
| Francia,           | L'amitié     | Ramsay               | 1985 |             |
| Spagna (Catalunia) | La amistad   | Gedisa               | 1985 |             |
| Spagna             | L'amistat    | Laia                 | 1986 |             |
| Danimarca          | Venskab      | Information Vorlag   | 1984 |             |
| Svezia             | Vanskap      | Korpen               | 1984 |             |
| Norvegia           | Vennskap     | Samlaget             | 1986 |             |
| Portogallo         | A amizade    | Bertrand             | 1987 |             |
| Helsinki           | Ystavyys     | Otava                | 1987 |             |
| Brasile            | A amizade    | Rocco                | 1989 |             |
| Polonia            | O prizyjazni | Institut Kultury     | 1994 |             |
| Russia             |              | Progress Publ. House | 1991 |             |
| Giappone           |              | Chukoron-Sha         | 1993 |             |
| Turchia            |              | Literatur Yayincilik |      |             |